# Sainte-Marie aux Marches

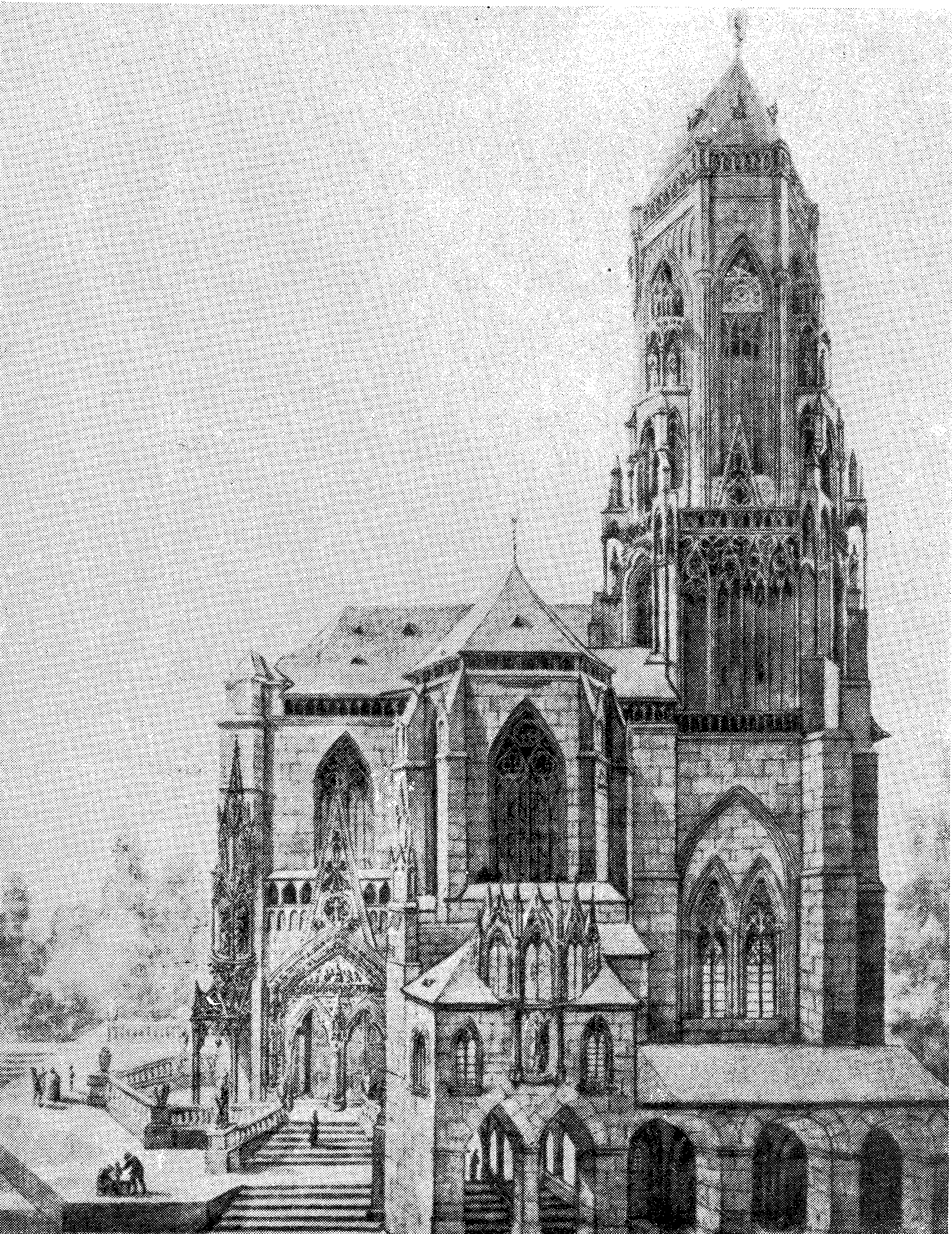
Vue du Rhin avec les escaliers menant à la Porte aux Poissonniers.

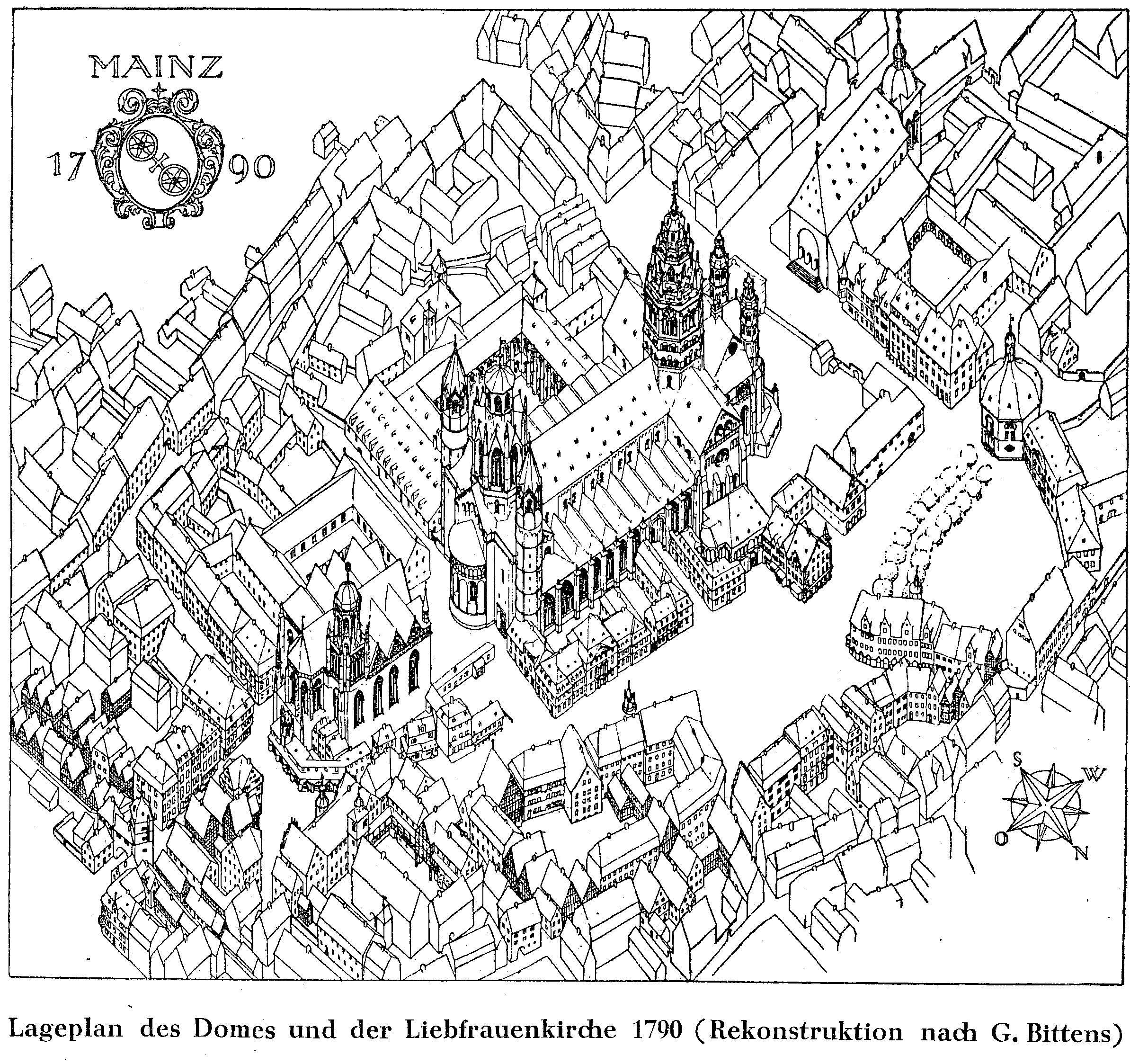
Les abords selon G. Bittens.

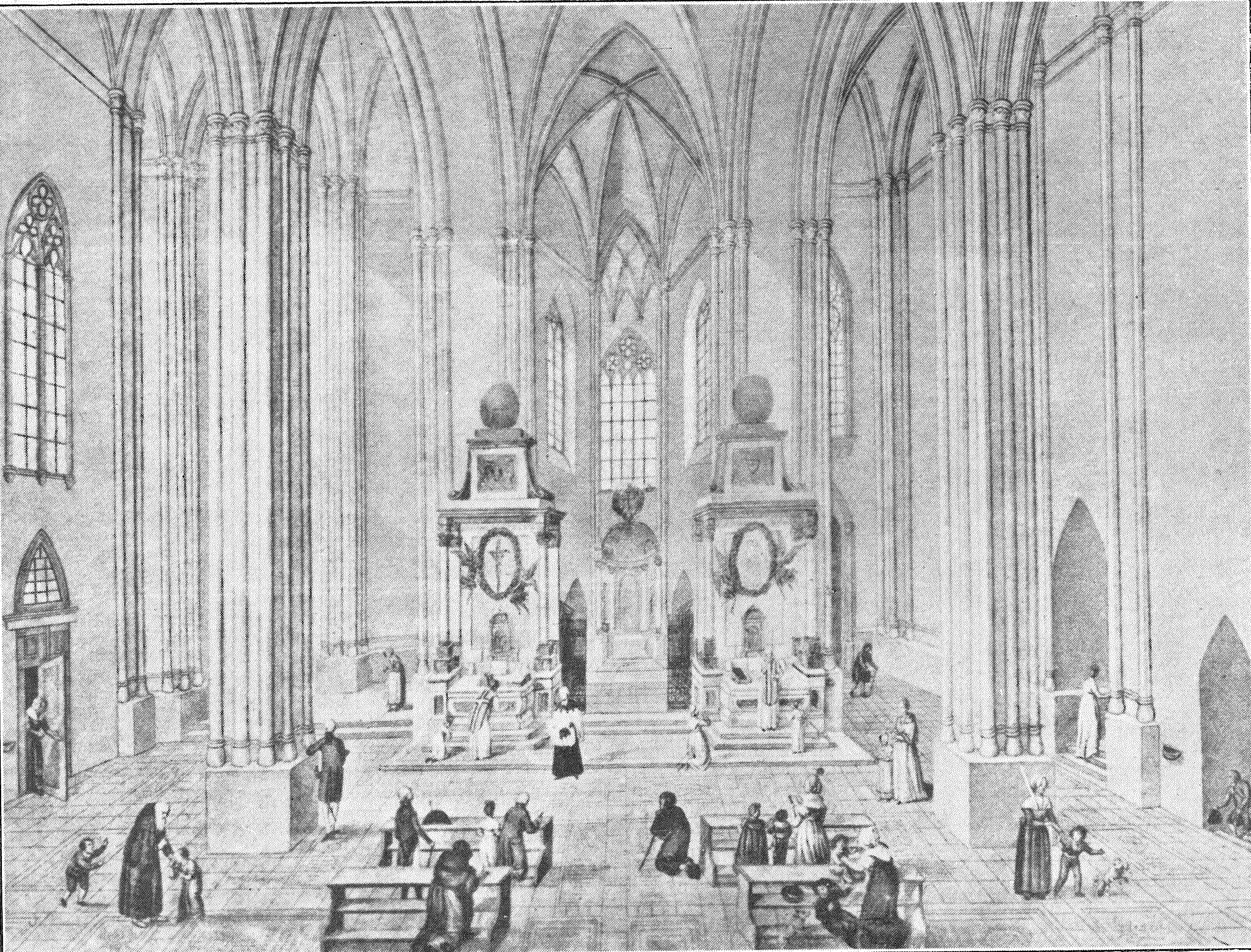
Intérieur de l'église paroissiale.

L'église Sainte-Marie aux Marches (St. Maria ad gradus) est une église paroissiale dédiée à la Sainte-Vierge, qui jusqu'en 1803 jouxtait à l'est la cathédrale Saint-Martin de Mayence, ce qui signifie qu'elle se dressait entre cette cathédrale et le Rhin. On la désignait indifféremment sous le nom d'« église de la Vierge » (Liebfrauenkirche), « église Notre-Dame », « Notre-Dame aux Marches » ou « Notre-Dame aux degrés », parce qu'on accédait de l'esplanade de la « Porte aux Poissonniers » (Fischtor) au portail oriental de l'église par un grand escalier.

## Fondation
L'histoire de la construction de l'église n'est pas aujourd'hui complètement éclaircie. On suppose que l'archevêque Willigis, maître d'ouvrage de la cathédrale et de l’église Saint-Étienne, est aussi le promoteur de Sainte-Marie aux Marches. Cette hypothèse se fonde sur le fait que les vantaux en bronze qui parent aujourd'hui la Porte du Marché de la cathédrale, et qui proviennent en réalité de l'église Notre-Dame, avaient été commandés au temps de Willigis.
Une source écrite du XIe siècle évoque la consécration le 23 novembre 1069, c'est-à-dire sous le pontificat de l'archevêque Siegfried Ier, de la nouvelle abbaye Sainte-Marie (novi monasterii S. Mariæ). Une congrégation était donc associée à cette abbaye. L'église, incendiée le 17 avril 1285, fut reconstruite et agrandie dans le style gothique. De nombreux legs testamentaires montrent l'imminence de la reconstruction après l'incendie.
Selon un document retrouvé dans le maître-autel, ce serait l’archevêque Pierre d'Aspelt qui, en l'an 1311, aurait consacré le nouvel édifice, qui toutefois n'était pas alors complètement achevé : on s'affairait encore à la construction du clocher, du transept et du baptistère. Le maître d'œuvre était, selon un parchemin de 1314, un certain Magister Heinricus Lapicida de Boemia.

## Architecture
Grâce aux planches graphiques conservées de cette église disparue, on peut encore aujourd'hui appréhender le plan basilical, analogue à celui de l’église Saint-Étienne et de l’église St. Quentin. La distribution en trois nefs s'organisait sur un plan carré. Les nefs étaient reliées par trois arcs, l'arc central se déchargeant sur les  collatéraux.
Si les contreforts, intégrés à la maçonneries, n'étaient effectivement plus visibles, l’espace intérieur étriqué laissait peu de place à la décoration intérieure. L'édifice était orienté (tourné vers l'est). Comme en témoignent les renforts des murs extérieurs, deux tours devaient à l'origine se dresser face au Rhin au-dessus des voûtes des collatéraux, à côté des absides rayonnantes, lesquelles se refermaient sur cinq côtés d'un octogone couvert ; toutefois, seule la tour nord fut construite.
Les murs reliant les absides aux premières paires de colonnes rallongeaient le chœur. C'est pourquoi il ne restait que deux colonnes indépendantes. On avait adjoint aux piliers des pilastres pour reprendre la poussée des reins des voûtes. Les chapiteaux étaient ornés d'éléments floraux et végétaux. Le plafond se refermait sur une  croisée d'ogives.

## Décadence et destruction
L'église fut sérieusement endommagée par les bombardements de l’armée prussienne (1793) ; des mesures de confortements auraient été possibles, mais les forces d'occupation françaises les jugèrent inopportunes. L’évêque Joseph Ludwig Colmar ne put sauver toutes les églises de la ville, et l'église Notre-Dame se trouvait désormais sur le tracé de la nouvelle Grand Rue Napoléon : entre 1803 et 1807, on rasa les vestiges de l'église et les pierres furent réemployées pour les fortifications de Cassel (Mayence) et revendues pour l'amélioration de la Finther Landstrasse. Les statues qui ornaient le portail de cette église gothique comptent aujourd'hui au nombre des plus belles pièces de la collection du musée régional de Rhénanie.
En jonction avec le chœur orienté de la cathédrale, on a conservé en souvenir de l'église les fondations en pierre de grès dans le sol nommee Liebfrauenplatz. Elles font ressortir l'emplacement du chœur.

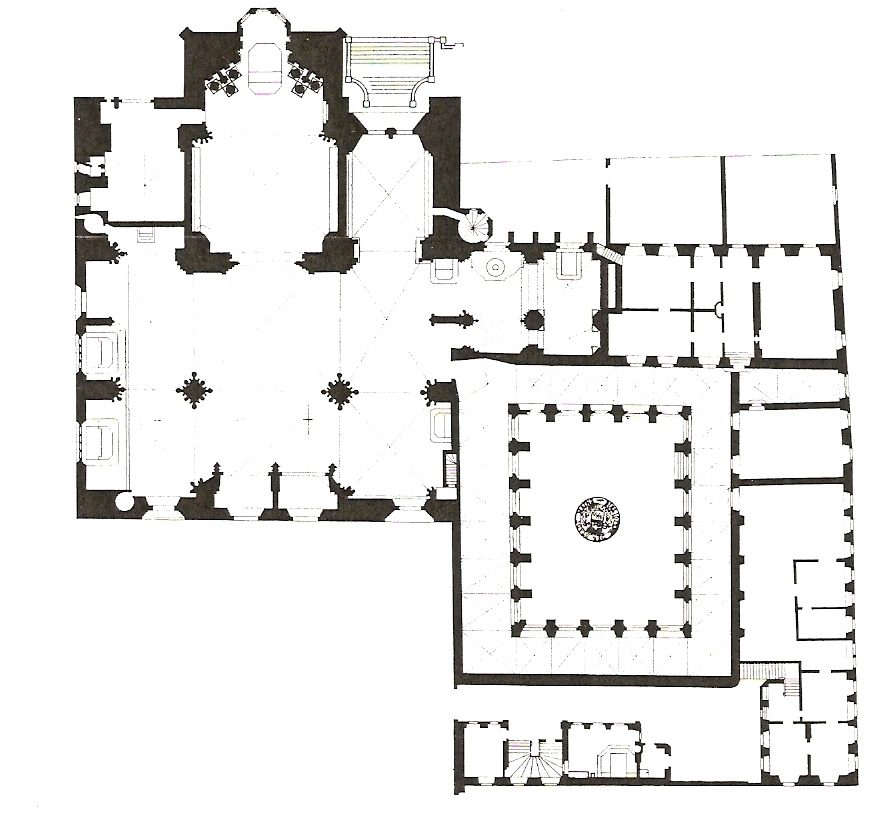
Plan au sol de l'église Notre-Dame et bâtiments de collegiale
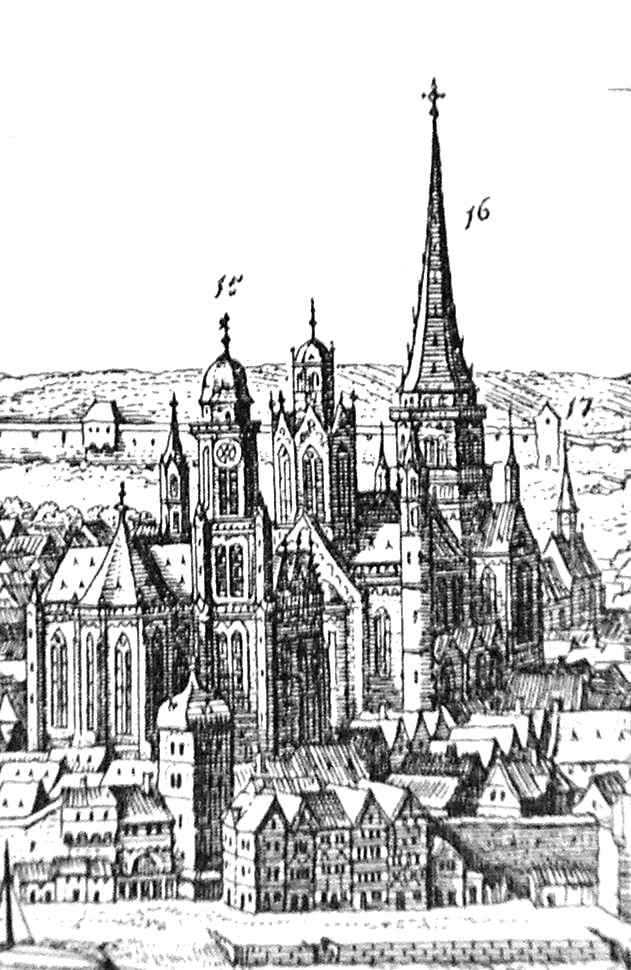
Gravure de Matthäus Merian, 1633